# 鈴木新田 (川崎市)
鈴木新田（すずきしんでん）は、神奈川県川崎市に1969年（昭和44年）まで設置されていた大字。現在の川崎区殿町三丁目にあたる。

## 地理
川崎市東部の多摩川河口河川敷、右岸部にあたる。対岸に東京国際空港が存在する。現在の殿町三丁目（旧・稲荷新田を除く）にあたる。

## 歴史
この地は江戸期以前は荏原郡に属し、扇浦、要島などと呼ばれる低湿地であった。天明年間の開発以降鈴木新田の名がつけられた。1889年（明治22年）5月1日の町村制施行にともない、鈴木新田は荏原郡羽田村の大字となった。1907年（明治40年）10月4日 、羽田村の町制施行にともない羽田町大字鈴木新田となったが、1912年（明治45年）4月1日にこの鈴木新田の多摩川右岸部分が「東京府神奈川県境界変更に関する法律」の施行にともない、神奈川県橘樹郡大師河原村に編入され、大師河原村の大字となる。この大師河原村大字鈴木新田が川崎市大字鈴木新田の元となっている。1923年（大正12年）1月1日には町制施行により大師町の大字、翌1924年（大正13年）7月1日には合併により川崎市の大字となる。政令指定都市となる前の1969年（昭和44年）に殿町三丁目となり、川崎市大字鈴木新田の名は消滅した。 

### 地名の由来
天明年間に羽田猟師町の名主鈴木弥五右衛門の指導の下開発された新田だったため、「鈴木新田」と呼ばれた。鈴木新田は、現在の東京都大田区羽田にも広がっており、大田区側の鈴木新田は区指定文化財となっている。近隣の鈴木町は同地に工場がある味の素の創業者・鈴木三郎助に由来し当地とは異なる。